# Pouillot du Sichuan
Phylloscopus yunnanensis
Espèce
Répartition géographique
Statut de conservation UICN

 LC  : Préoccupation mineure
Le Pouillot du Sichuan (Phylloscopus yunnanensis) est une espèce de passereaux de la famille des Phylloscopidae.
Son aire s'étend à travers le centre/nord-est de la Chine ; il hiverne en Indochine et le delta de la rivière des Perles.